# 永六輔
永 六輔（えい ろくすけ、本名：永 孝雄〈えい たかお〉、1933年〈昭和8年〉4月10日 - 2016年（平成28年）7月7日）は、日本の放送作家、作詞家。
テレビやラジオなどを中心に活躍。軽妙な語り口と歯に衣着せぬトークで人気を集めた。1961年7月に坂本九により初演され、その後世界中でヒットしたポップソング『上を向いて歩こう』の作詞者として知られる。また短く簡単な言葉で物事の本質を突く、短文の名人としても知られ、著作も多い。『大往生』は200万部を超える大ベストセラーとなった。
“旅の坊主”、“ラジオ屋”、“テレビ乞食”、“遊芸渡世人”、“男のおばあさん”などを自称。晩年の所属事務所は「オフィス六丁目」だった。角刈り頭と細長い顔がトレードマーク。
長女の永千絵は映画エッセイスト、次女の永麻理は元フジテレビアナウンサー、麻理の長男、岡﨑育之介は映画監督、脚本家。麻理の次男は「大遺言〜祖父・永六輔の今を生きる36の言葉」（小学館刊）の著者拓実。また、藤本義一とは遠戚である。

## 略歴

### 生い立ち
1933年、代々東京・元浅草の最尊寺の住職を務めていた永忠順（1900年 - 1991年）の息子として生を受けた。江戸時代初期に渡来した中国の学僧を先祖にもつ在日本外国人17代目と自称。父や祖父は永という姓を「ヨン」と名乗っていた。東京都下谷区（現・台東区）の国民学校に通っていた1944年、学童疎開により長野県北佐久郡南大井村の国民学校に転校し、そこで終戦を迎えた。

### 学生時代以降
1946年に長野県立上田中学校（旧制）に入学するが翌年東京へ帰り早稲田中学校（旧制）に2年編入で転校。この間同校が学制改革により新制の早稲田中学校・高等学校となったため3年で高等学校に昇級進学して卒業する。ラジオに興味を持ち、焼け跡の金属を換金し秋葉原で部品を買い鉱石ラジオを組み立てるグループを作る。そのグループのリーダーが渥美清であった。
この頃からNHKのラジオ番組『日曜娯楽版』にネタを投稿するようになり、そして学校をさぼって実家から近い国際劇場を本拠地にしていた松竹歌劇団のレビューを見続けたことがのちの放送作家やテレビ演出活動の原点になった。また、1948年から淀川長治が主催していた「東京映画友の会」の初期の参加メンバーであった。1952年に早稲田大学第二文学部へ入学。大学では民俗学者であった宮本常一の影響を受ける。在学中に三木鶏郎（『日曜娯楽版』の発案者）にスカウトされ、トリローグループのメンバーとして放送作家、司会者としてデビューする。早稲田大学第二文学部を1952年に中退。

### 放送作家として
日本でテレビジョン放送が始まる前の実験放送からテレビに関わっており、数々の番組の作・構成を手がけた「放送作家」の先駆者といえる。日本のテレビ草創期を語るときに欠くことのできない存在である。
また、のちには自身も出演者としてテレビ・ラジオの多くの番組を持つようになる。
かくして20代前半から、ラジオ・テレビ番組の企画・演出や、ピアニストで作曲家の中村八大らと組んでの歌曲作詞、また軽妙な語り口を生かしたタレントとしての活動など、マルチプレイヤーとして活動を続けてきた。特にラジオパーソナリティとしての知名度が高い。古今の芸人についての研究や、日本政府によるメートル法の厳しすぎる施行で過度に排除された尺貫法の復権を志す運動、佐渡島の独立運動、「天皇陛下に公式の場で和服（着物）をおめしいただこう」という運動（「天皇に着物を!市民連合」略称「天着連」）など、ユニークな取り組みも多い。
ディズニーの日本語版製作のアルバイトをしていた関係で1956年には同社のアニメ映画『わんわん物語』でチワワのペドロの声を演じた。続けて『バンビ』『ダンボ』にも声優として出演している。
1958年には、若手の文化人らと「若い日本の会」を結成し、安保闘争時に安保改正に反対した。当時、『光子の窓』の脚本を担当していたが、安保デモに参加して脚本を落とし、しかも永を捜しにデモ現場に駆け付けた日本テレビの担当者の「安保と番組、どっちが大事なんだ!」との問いに「安保です」と答えたために番組を降ろされている。
1960年代には1年間大阪で漫才作家の修行を積み若井はんじ・けんじらの漫才台本を書く。この頃にのちにやなぎ句会で一緒になる桂米朝と出会う。
1961年に NHKで始まった音楽バラエティ番組「夢であいましょう」の作・構成を手がけ、音楽とコントを取り合わせて当時としては大変垢抜けた画期的な番組として人気を博した。この番組からは渥美清、坂本九、黒柳徹子、初代ジャニーズ、E・H・エリックといった多くの人気者を輩出している。
1970年には読売テレビで「遠くへ行きたい」が始まる。タイトルは永と中村八大によるヒット曲「遠くへ行きたい」からとったもので番組開始当初は永六輔が毎週旅をして出演、テレビの旅番組の先駆けとなった。
1977年革新自由連合の結成に参加し政治活動にも進出。1983年6月26日執行の第13回参議院議員通常選挙に比例区で出馬したが落選。その後は選挙に立候補せず、政治活動から撤退している。1985年、次女・麻理がアナウンサーとしてフジテレビに入社（1993年、結婚のため退職）。
1994年には『大往生』を発表。日本のあちこちの無名の人々の生死に関するさまざまな名言を集めたこの本は、200万部を超える大ベストセラーとなる。ほかに、多方面でのエッセイの著作が多数ある。1995年に都民文化栄誉章を受章。2000年に全業績で菊池寛賞を受賞。
2002年 - 2007年まで、校長が中山千夏、講師陣が永・矢崎泰久・小室等という私塾「学校ごっこ」にかかわった。
2008年6月、第45回ギャラクシー賞で、ギャラクシー賞45周年記念賞を受賞。
音楽ではシャンソンが好きで、石井好子との学生時代からの交友関係があった。その一方で、演歌はあまり好きでないが「好きな演歌もある」そうである。

### 闘病
2009年に呂律が回らなくなったと『週刊女性』に報じられ、そのときは加齢と入れ歯のせいだとしていたが、2010年になってパーキンソン病と診断されたことを公表し、投薬治療を受けていた。2010年9月30日には、前立腺癌とパーキンソン病の闘病をしながら活動を行う永を密着取材したドキュメンタリー番組『永六輔 戦いの夏』がNHK総合で放送された。一時は引退も考えたと語っていたが、投薬治療するようになってからは症状がよくなりラジオでも会話が滑らかになっていた。
パーキンソン病の影響で歩行困難になり、2006年に奄美大島で転倒して右足小指骨折し、半年間杖で歩行していた。さらに2011年11月16日夕、東京都内の自宅で転倒して大腿骨頸部を骨折し入院・手術。永の強い意志で仕事は極力休まず、ラジオのレギュラーは病室からのゲスト参加や収録という形式がとられた。同12月27日、イベントへ車椅子で参加。以後、レギュラー2番組の放送・収録は病院からスタジオへ赴いた。2012年1月17日に退院、リハビリは継続した。
リハビリ中には、インドネシア人の介護福祉士が「日本にはいい歌がある。『上を向いて歩こう』を歌いながら歩きましょう」と提案。永は恥ずかしがり、「この歌、僕知らないからやめてください」と言ったところ、リハビリの主任の医師から「外国から勉強にきている子なんだから嘘つかないでください。ちゃんと言ってください」と言われ、翌日リハビリが始まるときに「あれは嘘です、知ってます。なぜ知ってるかっていうと僕が作ったからです」というと、インドネシア人の介護士は「また嘘ついてる」と笑った。
2013年、毎日芸術賞特別賞を受賞。

### 死去
2016年6月27日の放送をもって最後まで担当していたレギュラーラジオ番組「六輔七転八倒九十分」が終了し、全てのレギュラー番組を降板した。それから10日後の2016年7月7日午後1時57分に、肺炎のために東京都内の自宅にて83歳で死去していたことが同月11日に発表された。医師によると「死因は肺炎とするが、老衰と言っていい状況」で穏やかな最期だったという。葬儀・告別式は実家の最尊寺で7月11日、近親者で行った。8月30日に青山葬儀所で《 六輔・永（なが）のお別れ会 》と題したお別れの会が行われ、同日に赤坂BLITZでファン参加型のお別れの会「ばらえてぃ 永六輔を送りまSHOW」が昼夜2回催された。
友人である黒柳徹子に対し、「黒柳が亡くなった際の葬儀委員長をやる」とよく話していたが、実際は永が先に亡くなり、黒柳が永のお別れの会でメッセージを述べることとなった。そのお別れの会で黒柳は永の顎が外れたエピソードを話し、会場が爆笑となった。
2016年11月17日、第58回日本レコード大賞の特別功労賞を受賞することが発表された。

### 作詞家活動
1959年、作曲家の中村八大からの依頼がきっかけで作詞家として活動を始める。この年、「黒い花びら」で第1回日本レコード大賞を受賞。1959年 - 1966年にかけて中村八大とのコンビにより数々のヒット曲を飛ばし、特に1961年に坂本九が唄って大ヒットした「上を向いて歩こう」がアメリカ合衆国で『スキヤキ・ソング』(Sukiyaki)とタイトルを変え『ビルボード』のウィークリーチャート（Hot 100）で1位（1963年6月15日付けから3週連続）に輝くという金字塔を打ち立てた。
しかし、この曲の録音の際、永は坂本九の「ウヘホムフイテ、アールコホゥホゥホゥ」という独特の節回しの歌いだしを聴いて、耳を疑い「おまえ、どこにホゥホゥホゥと書いてあるんだ」と激怒し、これではヒットしないと考えた。舞台の袖にいた俳優の水谷良重は「こういうのヒットするのよね」と言っていた。永の予感は外れ、全米のヒットチャートでも1位に輝くなどしたが、のちに永は坂本が幼児期から清元や小唄を仕込まれていたことを知り、「あの歌い方は邦楽だった。彼の中に日本の伝統が生きていた」と自分自身を納得させた。
「上を向いて歩こう」は当時大人気だったNHKの音楽バラエティ番組「夢であいましょう」（作・構成は永六輔）の”今月の歌”で歌われたことにより一気に日本中でヒットしたが、この番組からは数々の歌が生まれ、六輔・八大・九の3人による歌がヒットするにつれ、「六・八・九トリオ」と呼ばれるようになった。また、同じように「夢であいましょう」の”今月の歌”であった「こんにちは赤ちゃん」も第5回レコード大賞を受賞している。
作曲家・いずみたくとともに作ったミュージカル「見上げてごらん夜の星を」からのタイトル曲も、「上を向いて歩こう」とならんで坂本九の代表曲となっている。
永が作詞家として全盛期を迎えたのは、日本のミュージックシーンに作詞・作曲から歌まで1人で手がけるシンガーソングライターが登場した時期でもあった。ビートルズが来日した1966年は、美輪明宏が「ヨイトマケの唄」を、さらに荒木一郎が「空に星があるように」を、自ら作詞・作曲し歌ってヒットさせた年でもある。
ラジオの活動に重きをおくようになった1967年以降は作詞活動から後退し、1969年以降は付き合いを除く作詞活動から撤退した。
作詞をやめた理由としては、「テレビに出れば何でも流行するのか」と怖くなったことがあげられる。また、永が多くの詞を提供した作曲家である中村八大といずみたくの2人は、同世代であり互いの曲を意識しあったが、共通の友人でもある永には複雑な思いがあった。特に板挟みのような状況ではなく作曲家2人は仲がよかったのだが、それだけに「友達でいることを優先」したかったことも、その理由のひとつだったとのちに本人は述べている。それとともに、シンガーソングライターの出現により「自分が歌いたい歌を作詞すればよい」と思うようになったということもあげられるが、それはシンガーソングライターを否定するものではなく、きたやまおさむとは『土曜ワイド』にたびたびゲストとして招いたり、逆にNHK-FMの『きたやまおさむのレクチャー&ミュージック』に永がゲスト出演する（2010年12月10日・17日など）という仲である。
永は1974年に野坂昭如・小沢昭一と中年御三家を結成して日本武道館でコンサートを行い、ビートルズ以来といわれるほど盛況であった（2003年に「帰ってきた中年御三家」コンサートをNHKホールで行ったが、野坂は病気のため不参加）。

### テレビ出演
1994年10月3日にTBSテレビで放送されたTBS放送センター完成記念特別番組の際、永が行っていたTBSラジオ番組紹介コーナーの進行を芸人たちが無断で遮ったことに憤慨し、生放送であるにもかかわらず途中で退場。その後、テレビへの出演に消極的になった（なお他のテレビ番組（テレビ朝日『こんにちは2時』など）でも途中退場したことがある）。
2016年2月4日には82歳で、『徹子の部屋』40周年記念ゲストとして81歳の大橋巨泉とともに出演した。パーキンソン病の影響と、過去に圧迫骨折した背骨の再手術を控えて入院先の病院からスタジオへで出かけての出演であったため、リクライニングシートを斜めに倒した車椅子に座った状態だったが、巨泉からプレゼントされたエイ（魚）のぬいぐるみを膝に乗せてトークを披露した。『徹子の部屋』には通算39回出演。

### ラジオ出演
それまで構成作家として関わってきたラジオ番組だが、1959年放送開始の『昨日のつづき』にて初めて出演することとなる。この番組は、日本初のフリートークで進められる番組で、永六輔は番組開始後、早い時期に喧嘩別れして大橋巨泉と交代した。1966年に『夢であいましょう』が終了すると、活躍の場をラジオに求め、翌年の1967年に『誰かとどこかで』がスタートする。それ以降は、ラジオに重きを置くようになっているが、TBSラジオ以外の関東地方のラジオ局では晩期は定時番組（レギュラー）での仕事をしていない。「出演者は自分で名乗るべき」と永六輔に諭されていたらしい外山惠理が、永六輔亡き後の番組で、いきなりトークに入り、それに対してはぶ三太郎が「あなたは何者ですか?」と自己紹介を促したことがあった。「ご自身（永六輔）は名乗らないで、いきなりトークに突入することもあった」と、2016年7月11日放送の『いち・にの三太郎〜赤坂月曜宵の口』の中で述べている。
なお、朝日放送・中部日本放送・琉球放送のラジオ番組にも出演しているが、あくまでも個人的な付き合いに留まっている（朝日放送はアナウンサーの道上洋三との、中部日本放送はつボイノリオとの親しい縁から、道上によると、永は面白いと思った地方ラジオ放送局にアポイントを入れることなく、直接プロデューサーに交渉して出演するという。道上、および、つボイとの親交が特に深いのは、こういった事情もある。なお、出演料は基本的にノーギャラであり、CBCラジオの「つボイノリオの聞けば聞くほど」に出演した際には、「高級天丼」が、ギャラの代わりに提供されることも明らかにしている。
『全国こども電話相談室』に回答者として出演した際、「どうやったらテレビに出られますか？」という質問に対し「出なくてもいい」という趣旨の答えを返し、「もっといろいろなものに興味を持ちなさい」と子供を諭した逸話がある。
TBSラジオでかつて放送されていた『永六輔の土曜ワイドラジオTokyo』は久米宏が初めてレギュラーを受け持った番組であり、久米は永のことを「拾ってくれた」「恩人」と言っている。しかし、のちに永自身が語ったところによると、久米は永からかなりぞんざいに扱われたため、当時はかなり恨んでいたという。久米は永の生前「永さんの前に立つと緊張する」と語っているが、恨みは持っておらず、『大往生』がベストセラーとなった1994年にはニュースステーションの年末特番に「ベストセラー作家」として永がゲスト出演しているほか、2010年1月2日には『久米宏 ラジオなんですけど』にゲスト出演している。また、永の訃報に久米は「永さんは、僕の恩人で先生です。いなくなると、とても困るのです。ですから、永さんはいなくならないのです」とコメントを出した。

### 映画出演
- フランキーの宇宙人（1957年3月27日公開、菅井一郎監督、日活） - 新聞記者 役
- 男はつらいよ 寅次郎純情詩集（1976年12月25日公開、山田洋次監督、松竹） - 根津神社の警官 役
- 春男の翔んだ空（1977年12月19日公開、山田典吾監督、現代ぷろだくしょん） - 野杉春男 役（主演）[注釈 3][50]
- 大往生（1998年10月10日公開、藤田傳監督、劇団1980）- 熊御堂 役[51]
- 理由（2004年12月18日公開、大林宣彦監督、アスミック・エース） - 有吉房雄 役

### その他の活動
舞台監督として活躍していた時代があり、自らのトークショーや地方講演などではプロの舞台監督を雇わずに自分で進行をしていた。ただし、業界で唯一信頼を置いて舞台進行を任せる人物に勇村育世がおり、最近では永自らが構成・演出する舞台であるにもかかわらず、彼女を「舞台演出家」と他の出演者に紹介するほどである。「彼女の言うことに僕は逆らったことがない」というのが口癖。 
初めてテレビCM出演したのが浅田飴、初めてスポンサーラジオ番組を持ったのが桃屋だが、つながりができた理由は自身の語るところによると「江戸風俗・芸能に造詣が深いから」という。
自身の信念とは正反対の文藝春秋で記事を書くこともあるが、これも「江戸風俗・芸能に造詣が深いから」書けるとのこと。しかし、文藝春秋で書いていることについて「あいつらに人質にとられているようなものですよ」と半ば自嘲気味に語っている。新潮社でも「江戸風俗・芸能に造詣が深い」との理由から長らく記事を書いていたが、親交のある灰谷健次郎が斎藤十一のやり方に抗議して絶縁した1997年以降疎遠となり、週刊金曜日主催の「ちょっと待った! 教育基本法改悪 共謀罪 憲法改悪 緊急市民集会」での言動を同社の雑誌に批判されてからは完全に絶縁した。
物柔らかく高めの声音が明仁天皇に似ていて、永自身も明仁天皇の即位前から冗談の種にしている。NHKラジオ第1放送の番組『話芸・笑芸・当たり芸』において「我は高田文夫を深く認識いたします」とのセリフでものまねを披露したこともあった。その一方、永のものまねをした者もいる（ →永七輔、小堺一機、タブレット純、大泉洋など）。自らを「男のおばさん」と標榜しており、ピーコなどと仲がよい。
中居正広と接点があり、バラエティ番組「SMAP×SMAP」の1コーナーだった中居のコント「永七輔のちょっといい話」のために、自前の衣装（和服）をプレゼントしたことがある。
1988年より山梨県南巨摩郡中富町久成(現身延町久成)に1200基以上の碑文を並べた「句碑の里」を開設。地元の青年との交流がきっかけだった。

## プライベート

### 生活
- 1955年、日本テレビの廊下で一目惚れした女性と22歳で結婚。テレビ・放送業界で活躍し始めていたものの、相手の家庭が堅い職業の家柄だったため、僧侶である自分の父親に頼んで筆と巻紙で手紙を書いてもらって両親に挨拶に行き、結婚の許しを得た。　2002年、68歳で妻に先立たれるが、遺骨をずっと自宅に置き、妻宛に日記代わりのハガキを書き続けた。投函して自宅に届けられた亡き妻宛のハガキは1500通を超えた。
- アナログ人間であり、ポリシーとしてウェブ（インターネット）や電子メール、携帯電話など最先端のものを避けてきたが、SO213iWR（AMラジオが付いた携帯電話端末）が出たのを機に、携帯電話を所持するようになったが、電子メール機能は利用したことがないほか、2008年1月の放送では、「持ってなくても不便ではないから、常には持ってない」と発言している。
- かつては自動車を運転していたこともあったが、「人をひきたくない」と思うようになり、運転しなくなった[53]
- "楽しくなければ嫌”というモットーを一貫しており、リハビリの車いすを選ぶ際にも『どんなのがある？』と好奇心旺盛で、展示場で目を輝かせていた。このため、長女の永千絵ら家族はどうすれば永を楽しませられるかを常に考えねばならなかった。病院嫌い、薬嫌いでもあり、服用のための子ども用のゼリーを粉薬にかけても、上のゼリーだけすくって食べて、薬は残っていた。待つことが嫌いな永のため、家族は自宅近くのクリニックへの通院では、朝一番に駆けつけて受付を済ませ、その後、「すぐに父を呼んできます」と、2番目に並ぶ患者さんにも聞こえるように言い、走って迎えにいって受診させた。待合室でも、永を楽しませるためのおかしなネタを仕入れて置くなどしなければならなかった。疲れた顔など見せようものなら、「楽しくないのなら、お帰りください！」というのが永のスタンスであったという[54]。
- 同じ名前を持つことからエイに関心があり、エイをモチーフにしたグッズをコレクションしていた。色紙にエイのイラストを描くこともあり、エッセイのカットなどで使用された。[55]

### 伝統
- 「天皇陛下に公式の場で和服（着物）をおめしいただこう」という運動（「天皇に着物を! 市民連合」略称「天着連」）を主催するかたちで、天皇と日本の民族衣装である着物に対する敬意を持つことを表明している[56]。
- 反捕鯨運動には、日本の伝統文化としての捕鯨を守る立場から一貫して批判的である。シーシェパードなど実力行使を伴う反捕鯨運動を「テロリズム」と批判している[57]。
- 伝統的建築復権運動を進めている。日本では建築基準法により、建築物にボルト締めは不可避だが、ボルトを使わず木材だけで建築した建物が地震で崩れないのに、何故そういう建築を認めないのかと憤慨している。晩期になって伝統的な職人の服装の復権を呼びかけていた。
- メートル法が施行されて日本古来の尺貫法が禁じられ、曲尺や鯨尺の製造・使用が違法扱いになって多くの職人が困っていると知り、1975年に尺貫法復権運動を始めた。日本の建築や着物など多くの日本文化が尺貫法に則って作られてきたにもかかわらず、それを違法とするおかしさをラジオや講演で訴え、尺貫法復権の立役者となった。

山田洋次監督『男はつらいよ』シリーズ第18作、1977年正月映画（1976年12月公開）の「男はつらいよ 寅次郎純情詩集」には主人公車寅次郎が露天商として「くじら尺」を売る場面があり、「家を建てるにも、服を作るにも、このくじら尺をというものがないと始まらない。これがなくては職人さんも困っちゃう。」という口上を述べるシーンがあり、その様子を怪訝な表情で見つめる警察官が登場するが、その警察官役を永が務めている。
- 佐渡島を舞台として活動する伝統芸能をもとにした和太鼓集団、鼓童の前身である鬼太鼓座の立ち上げに尽力したことから、鼓童も支援し続けた。『土曜ワイド』で佐渡から生放送したことがある。
- 「ご先祖様は大事だが、先祖を奉れと強要する人がいてよろしくない」「何何をしないと不幸になるという人がいて不快」という発言を、ラジオ番組ですることが多い。
- 1960年代から安藤鶴夫との知己を得て能・狂言・歌舞伎・講談・落語・浪曲などの伝統芸能と接する機会が増え、以降東京の伝統芸能を積極的に後援していた。実家である浅草の最尊寺においては自身を肝煎とする寄席「永住亭」を1986年から年4回定期的に開催し、東京の女性寄席芸人による木遣を唄う集団「住吉木遣り連 大江戸小粋組」のサポーターを務めていた。1960年代の終わりごろおよそ1年半に渡って大阪に居住し、上方の文化と芸能に接した。安藤鶴夫から豊竹咲大夫を紹介された。

### 信条
- 叙勲制度に反対している。
- 死刑制度に反対している。
- 天皇制には反対の立場を貫いた。これは天皇を嫌っているわけではなく、むしろ同世代という連帯感もあるとしている[59]。また、晩年は「この国で誰よりも日本国憲法を大切にしているのは明仁天皇皇后両陛下である」として尊敬の念を示していた。

### 政治活動
- 1967年4月に行われた東京都知事選挙では、社会・共産推薦候補の美濃部亮吉を応援。選挙公報に記された支持者一覧に名を連ねた[60]。
- 1971年4月に行われた東京都知事選挙でも美濃部を応援。選挙公報に記された支持者一覧に名を連ねた[61]。
- 1979年4月に行われた東京都知事選挙では、社会・共産推薦候補の太田薫を応援した[62]。
- しんぶん赤旗の日本共産党推薦人になり、党や支持団体が主催するイベントでたびたび講演[63]していた。また、日本共産党中央主催の赤旗まつりでは色紙展に出品するのが恒例となっていた。
- 同じく日本共産党の支持者であった井上ひさしとの縁と自身の信念から、井上らが構成する護憲組織「九条の会」に賛同しているが[64]、「九条以外は日本国憲法を改正してもいい」という永の考えの賛同メッセージが消されているため距離を置いていた。なお井上とは不仲にならず亡くなるまで親交は続いていたという。また、永は日本国憲法を「二度と飢えた子どもの顔は見たくない[注釈 5]」の一言を組み込んで世界でいちばん短い憲法にするべきといった考えを述べていた[65]。
- 2006年11月19日、日比谷公会堂で開かれた「週刊金曜日」主催の集会に参加し、日本国歌「君が代」をアメリカの有名な行進曲「星条旗よ永遠なれ」のメロディーで歌った[注釈 4]。

### 交流
- 青島幸男が東京都知事時代、官僚と対決する公約を破っていると指摘した。田原総一朗が石原慎太郎におもねった発言をしたとの理由で批判している[66]。
- 東京やなぎ句会の同人である桂米朝とも親交が深く、弟子の桂ざこばとかつて新宿駅西口地下広場で反戦噺会を開いていた。
- 中山千夏とも古くから親交があり、当時の「反ジェンダーフリー・保守的教育復興運動」には批判的で、2007年の東京都知事選挙では中山とともに浅野史郎を支援した。
- 辛淑玉と親交があり、彼女が『世界一受けたい授業』に講師として出演した際「推薦VTR」で出演していた。また、2007年5月5日に長野県松本市の寺で行った彼女の生前葬では葬儀委員長を務め、無着成恭とともに読経した。
- 愛川欽也とは戦時中、疎開先が同じだった。

## 放送局との関係

### 文化放送とニッポン放送
文化放送とニッポン放送には自身と政治思想・信条が違うとの理由から長らく出演していなかったという説があったが、両社が共同出資し設立したフジテレビの番組には出演していたことがある。しかし徐々に疎遠になり、次女の麻理がアナウンサーとして入社すると、「公私混同を避けるため」との理由から出演しなくなったが、実子がフリーになって長く経った2011年10月23日・30日放送の『ボクらの時代』に出演した。
もっとも、1982年6月12日文化放送などで放送されていたさだまさしのセイ!ヤングに出演したことがあった。また、2002年頃、文化放送制作のナイター中継にゲスト出演したことがあるが、これは同局で野球解説をしている豊田泰光がパーソナリティを務めた番組にゲスト出演したのがきっかけである。
1994年8月25日、ニッポン放送『高田文夫のラジオビバリー昼ズ』にゲスト出演。高田は若い頃に永の『パック・イン・ミュージック』を熱心に聴いていた。
その10年後、2004年7月15日のニッポン放送開局50周年特別番組に録音出演した。「他の局の人から見たニッポン放送」というコーナーの2人のゲストのうちの1人だった（もう1人のゲストは、元・文化放送アナウンサーの吉田照美）。ニッポン放送側からの度重なる出演依頼を断りきれなくなったからと述べている。これには、同コーナーのホスト役を務めた同局アナウンサー・上柳昌彦が、学生時代から永のラジオ番組のリスナーだったからという理由があった。その後、2011年4月22日にもニッポン放送に出演した。

### 読売テレビと朝日放送
読売テレビには、永のライフワークである旅番組『遠くへ行きたい』に出演していた。番組開始時はレギュラー出演していたが、その後は不定期出演になった。さらに、1980年代後半には国鉄分割民営化に反対する新聞の意見広告に出たため、スポンサー（さらには分割民営化を推進した政府）との関係で出演しなかった時期もあった。ただし、晩年は出演回数は少なくなっていたものの再び出演するようになっており、番組制作会社であるテレビマンユニオンとの関係は基本的に良好である。
また、朝日放送では、同局でラジオパーソナリティを務める道上洋三と親交があり、道上が永の番組に出演し、永も『おはようパーソナリティ道上洋三です』が東京から放送された際に、ゲスト出演したことがある。この他にも『米朝よもやま噺』に出演している。

### 毎日放送
1963年10月改編で、毎日放送（MBS）は系列局放送網から供給されていた江戸笑芸番組『大正テレビ寄席』を打ち切って自社が企画段階から関わった吉本新喜劇の中継番組『サモン日曜お笑い劇場』に差し替えた（大正テレビ寄席打ち切り事件）。

MBS社長高橋信三によると、「関西では江戸笑芸が受け入れられにくく、テレビ寄席の視聴率が低迷するのは予想できたことだった」ことが理由だったのだが、永は「吉本興業とMBSが結託して江戸笑芸を否定しようとしている」と猛反発し、両社に対する攻撃を開始した。

その後、MBS制作の『ウィークエンドショー』や、当初はNETへ供給し、のちに同局の編成上の都合などで東京12チャンネルへ移動させた『芸能わらいえて 目で見る百年史』では永が司会に就任、『選抜高校野球中継』のレポーターを務めたほか、MBS関連企業のミリカスポーツ振興が1970年にボウリング場『MBSミリカレーンズ』をオープンさせた際に、同社が『ボウリングファン』（マスレジャー研究所）に出稿した見開き広告には永からの手書きメッセージが掲載されるなど、関係が極度に悪化することは避けられたが、1980年代に入ると両者の関係は徐々に縮小し、永はMBS制作番組に出演しなくなっていった。『誰かとどこかで』では系列局放送網スポンサーの広告だけがMBSに流れるようになった。
その間もNET→TBS制作全国ネットのテレビ番組に単発でゲスト出演した際には、問題なくネット受けが行われていた。
2011年9月6日、MBS、中部日本放送（CBC）、TBSは共同で開局60周年記念番組『御三家ラジオ』を制作、つボイノリオ、浜村淳とともに久しぶりとなるMBSラジオへの出演を果たす。この番組はTBS主導の制作で、前2者との個人的親交があったことから実現したものだった。

## 評価
日本の文化において、生活文化として江戸時代の文化・風俗を再評価させたり、日本語の語彙や意味を説いたり、在野の芸人を世間に紹介したり、日本のメートル法化に際し、絶滅の危機に瀕していた尺貫法を「尺貫法復権運動」によって尺貫法を再び世間に認知させ、尺貫法の例外的使用を日本国政府に認めさせたりして、左派リベラル派でありながら「愛国心は日本の保守主義の特権」というイメージを覆した。
日本人の感覚では『常識』という考えが、同じ日本に住む在日外国人の人々にしてみれば、侮辱であると主張していた（田中利幸によると、週刊金曜日の永六輔語録にて「日本民族は、他の民族が何を考えているのかがわかっていない民族です」。）ことなど、大抵の人々が関心を持たないことを取り上げる。
永を尊敬するさだまさしは、永を「右も左も、上も下もない人」「何かに傾向することもない」「一つの主義主張にくみすることもない」「誰かが何かひとつのことにこだわりすぎていると、横から近づいて、プッと針を刺して、ニュートラルに戻すようなところがありました」と評している。

## 楽曲
作詞を手がけた主な楽曲。いくつかの曲には永自身が歌った盤もある。
- 黒い花びら（作曲：中村八大、歌：水原弘 他）
- 黄昏のビギン（作曲：中村八大、歌：水原弘 他）
- 夢であいましょう（作曲：中村八大、歌：坂本スミ子他）
- 上を向いて歩こう（作曲：中村八大、歌：坂本九）
- こんにちは赤ちゃん（作曲：中村八大、歌：梓みちよ他）
- いつもの小道で（作曲：中村八大、歌：田辺靖雄、梓みちよ）
- 芽生えて、そして（作曲：中村八大、歌：越路吹雪）
- ウェディングドレス（作曲：中村八大、歌：九重佑三子）
- 帰ろかな（作曲：中村八大、歌：北島三郎 他）
- 一人ぼっちの二人（作曲：中村八大、歌：坂本九）
- 娘よ（作曲：中村八大、歌：益田喜頓）
- おさななじみ（作曲：中村八大、歌：デューク・エイセス）
- ルックチョコレートの歌（作曲：中村八大、歌：弘田三枝子）- 不二家CMソング
- 振り向けば松坂屋 （作曲：中村八大、歌：沢村美司子）- 松坂屋CMソング
- 見上げてごらん夜の星を（作曲：いずみたく、歌：坂本九 他）
- いい湯だな（作曲：いずみたく、歌：デューク・エイセス[注釈 8]、ザ・ドリフターズ[注釈 9] 他（「にほんのうた」シリーズ））
- 女ひとり（作曲：いずみたく、歌：デューク・エイセス 他（「にほんのうた」シリーズ））
- 筑波山麓合唱団（作曲：いずみたく、歌：デューク・エイセス（「にほんのうた」シリーズ））
- フェニックスハネムーン（作曲：いずみたく、歌：デューク・エイセス（「にほんのうた」シリーズ））
- ここはどこだ（作曲：いずみたく、歌：デューク・エイセス（「にほんのうた」シリーズ））
- 遠くへ行きたい（作曲：中村八大、歌：ジェリー藤尾 他）
- 二人の銀座（作曲：ボブ・ボーグル、ドン・ウィルソン、ノーキー・エドワーズ、メル・テイラー、歌： 和泉雅子・山内賢 他）
  - ザ・ベンチャーズの "GINZA LIGHTS"が原曲。
- 今夜はヘンな夜（作曲：もりばやしみほ、歌：もりばやしみほ + ハイポジ）
- 夜はひとりぼっち（作曲：もりばやしみほ、歌：もりばやしみほ + ハイポジ）
- 故郷のように（作曲：中村八大、歌：西田佐知子）
- 初めての街で（作曲：中村八大、歌：西田佐知子）- 菊正宗のコマーシャルソング
- 私の好きなもの（作曲：いずみたく、歌：佐良直美）
- 万葉集（作曲：中村八大、歌：植木等）
- あの人の…（作曲：中村八大、歌：美空ひばり）
- レットキス (ジェンカ) （作曲：ラウノ・レティネン、歌：坂本九）
  - フィンランドの楽曲 "Letkiss" (または"Jenkka") が原曲。
- 若い季節（作曲：櫻井順、歌：ザ・ピーナッツ）
  - NHKのテレビドラマ『若い季節』の主題歌。
- 明日咲くつぼみに（1997年、作曲：久米大作、歌：三波春夫）
- 近鉄の歌（1966年、作曲：中村八大、歌：ダークダックス） - 近畿日本鉄道の社歌
- ともだち（作曲：いずみたく、歌：坂本九 他）
- 明日天気になあれ（作曲：小沢昭一、歌：小沢昭一）
- 生きているということは（作曲：中村八大、歌：永六輔）
- 生きるものの歌（作曲：中村八大、歌：永六輔）

### アルバム
- 「六輔その世界 生きているということは」（1974年8月、東芝EMI・Express、TP-85016）-　2016年12月28日（UPCY-7226）CDにて復刻

## 著書
- 『一人ぼっちの二人』えくらん社、1961年、のち中公文庫
- 『あの日のあなた』〈ポピュラー・ブックス〉、桃源社、1963年9月15日。
- 『一流の三流 ラジオ・テレビこんにちは』サンケイ新聞出版局 ヒット・ブックス、1964年
- 『わらいえて : 芸能100年史』朝日新聞社、1965年8月1日。
- 『誰かとどこかで 一九六六年の三六五人』雪華社 1967年
- 『芸人その世界』文藝春秋、1969年、のち文春文庫、岩波現代文庫
- 『芸人たちの芸能史 河原乞食から人間国宝まで』ドキュメント=近代の顔 番町書房、1969年、のち文春文庫、中公文庫
- 『幕末の素顔 日本異外史』毎日新聞社、1970年
- 『極道まんだら』文藝春秋、1971年、のち文春文庫
- 『役者その世界』文藝春秋、1971年、のち文春文庫、岩波現代文庫
- 『貴女と二人で』白馬出版、1972年、のちに中公文庫
- 『終りのない旅』日本交通公社、ベルブックス、1972年、のちに中公文庫
- 『遠くへ行きたい 下町からの出発』文藝春秋、1972年、のちに文春文庫、講談社+α文庫
- 『みだらまんだら』山下勇三 絵、文藝春秋、1972年
- 『六輔その世界』話の特集、1972年
- 『あなたのひとりごと』吉村祥 絵、サンリオ出版 ギフト・ブック、1973年
- 『タレントその世界』文藝春秋、1973年、のちに文庫
- 『妻一人娘二人猫五匹』中央公論社 1973年、のち文庫
- 『懐かしい恋人たち 映画とのめぐり逢い』大和書房、1973年
- 『われらテレビ乞食』白馬出版、1973年10月10日。
- 『一泊二食三千円』中央公論社、1974年、のち中公文庫
- 『奇人変人御老人』文藝春秋、1974年
- 『亜香ちゃん』文藝春秋、1975年
- 『おしゃべりまんだら』文藝春秋 1975年
- 『大日本大絶讃』大和書房、1975年
- 『僕のいる絵葉書』中央公論社、1975年
- 『死にはする殺されはしない』話の特集、1976年
- 『クジラとカネ売ります 計量法現行犯は訴える!!』講談社、1977年
- 『四苦八苦映画百本』中央公論社、1977年
- 『明治からの伝言 若々しい老人たち』文藝春秋、1977年、ちくま文庫
- 『スターその世界』文藝春秋、1978年
- 『二人三脚七転八起』中央公論社、1978年、のちに文庫本化
- 『旅行鞄はひとつ』日本交通公社出版事業局、1978年
- 『せきこえのどに浅田飴』話の特集、1979年7月10日。
- 『冗談ばっかり 沖縄ジァン・ジァンの五日間』講談社、1981年、のち講談社文庫
- 『六輔十一人四方山話 対談集』中央公論社、1981年
- 『寿徳山最尊寺』三月書房、1982年
- 『次郎長伝・伝・伝 あの芸能座上演台本』話の特集、1982年
- 『テレビファソラシド』集英社、1982年4月25日。
- 『熱弁詭弁東京弁雄弁駄弁安全弁 :爆笑浅田飴生体実験記録』講談社、1982年
- 『変だと思いませんか?』PHP研究所 、1982年、のち同文庫
- 『僕は寺の子・坊主の子 寿徳山最尊寺』三月書房、1982年
- 『アイドルその世界』文藝春秋 1983年
- 『こんな旅もある 六輔発あなた行き』主婦と生活社 1983年
- 『東奔西走大絶讃』読売新聞社 1983年
- 『六輔からの親展』中央公論社 1983年
- 『東奔西走大感動 旅と味とステージと』読売新聞社 1984年
- 『この本ください!』講談社 1985年
- 『暴力団ならびに田舎ッペェ諸君!』講談社 1985年
- 『六・八・九・の九 坂本九ものがたり』中央公論社 1986年、のち文庫（副題を正題）、ちくま文庫
- 『無名人名語録』講談社 1987年、のち文庫、決定版「無名人語録 聞いちゃった！」新潮文庫
- 『普通人名語録』講談社 1988年、のち文庫
- 『なんといううまさなんというへた』講談社 1989年
- 『評論家ごっこ』講談社 1989年、のち文庫
- 『一般人名語録』講談社 1990年、のち文庫
- 『真紅の琥珀』（小説）講談社 1991年、のち文庫
- 『六輔流旅人生』講談社 1991年、のち+α文庫
- 『三歩下がって師の影を飛ぶ』講談社 1993年、「わが師の恩」文庫
- 『もっとしっかり、日本人』日本放送出版協会 1993年、のちライブラリー、ヴィレッジブックス
- 『大往生』岩波新書 1994年
- 『大語録天の声地の声』講談社+α文庫 1994年
- 『どこかで誰かと』旅行読売出版社 1994年、のち講談社文庫
- 『逢えてよかった! 僕のメディア交遊録』朝日新聞社 1995年、「永六輔のメディア交遊録」文庫
- 『こんにちは赤ちゃん』作・絵 すえもりブックス 1995年
- 『南無阿弥陀仏』三月書房 1995年、のちハルキ文庫
- 『二度目の大往生』岩波新書 1995年
- 『終 大往生その後』朝日新聞社 1996年、のち文庫
- 『職人』岩波新書 1996年
- 『せきこえのどに六輔』山下勇三絵 飛鳥新社 1996年
- 『あの町この人その言葉 「誰かとどこかで」より』朝日新聞社 1997年
- 『学校ごっこ』日本放送出版協会 1997年
- 『芸人』岩波新書 1997年
- 『たかがテレビされどテレビ』倫書房 1997年
- 『商人（あきんど）』岩波新書 1998年
- 『結界 越えてはならないことがある』マガジンハウス 1998年、「言っていいこと悪いこと 日本人のこころの「結界」」光文社知恵の森文庫
- 『沈黙は金曜日』飛鳥新社 1998年、「壁に耳あり」講談社文庫
- 『土曜日に逢いましょう』毎日新聞社 1998年
- 『もっともっとしっかり、日本人』日本放送出版協会 1998年
- 『悪党諸君』青林工藝舎 1999年、のち幻冬舎文庫（刑務所の中での講演集。録音テープを元にした物）
- 『僕が鱏だった頃』小学館 1999年
- 『藝その世界』文春文庫 1999年
- 『昭和 僕の芸能私史』朝日新聞社 1999年、「さよなら芸能界」文庫、のち光文社知恵の森文庫
- 『あなたに伝えたい 手話はどこまで話せるか』大和書房 2000年
- 『あの世とこの世』朝日新聞社 2000年、のち文庫
- 『沖縄からは日本が見える』祥伝社 2000年、のち光文社知恵の森文庫
- 『永六輔・職人と語る』小学館 サライ・ブックス 2000年、のち文庫
- 『お家繁盛町繁盛 町はいま、人はいま、この国はいま…』ベストセラーズ ワニのnew新書 2000年
- 『夫と妻』岩波新書 2000年
- 『親と子』岩波新書 2000年
- 『新・無名人語録 死ぬまでボケない智恵』飛鳥新社 2000年
- 『想像力と創造力』毎日新聞社 2000年
- 『「無償」（ただ）の仕事』講談社+α新書 2000年
- 『永六輔のえいっ!』扶桑社 2001年
- 『永六輔の芸人と遊ぶ』小学館・サライブックス 2001年
- 『おしゃべり文化 会う人はみんな僕の薬』講談社+α新書 2001年
- 『嫁と姑』岩波新書 2001年
- 『六輔の遠近メガネ 続・結界』マガジンハウス 2001年、「学校のほかにも先生はいる」祥伝社黄金文庫
- 『生き方、六輔の。』矢崎泰久構成 飛鳥新社 2002年、のち新潮文庫
- 『妻の大往生』中央公論新社 2002年、のち文庫
- 『明るい話は深く、重い話は軽く』光文社知恵の森文庫 2003年
- 『一浴厄除温泉に行こう! いい湯、いい町、いい話』ベストセラーズ 2003年
- 『想像力と創造力 3　ラジオで見えるニッポン』毎日新聞社 2003年
- 『人はなぜ歌うか 六輔流・日本音楽史』（NHK人間講座）日本放送出版協会 2003年
- 『いのち 昔からのいのち今ここにあるいのち明日うまれるいのち』坪谷令子絵 理論社 2004年
- 『老い方、六輔の。』矢崎泰久構成 飛鳥新社 2004年
- 『叱る、だけど怒らない』光文社知恵の森文庫 2004年
- 『伝言』岩波新書 2004年 - 計9冊組も刊
- 『畠のラジオ』家の光協会 2004年
- 『あの世の妻へのラブレター』中央公論新社 2005年、のち文庫
- 『「学校ごっこ」六輔、その世界史 六輔が活写する日本人の原点』日本文芸社 パンドラ新書 2005年
- 『気楽に生きる知恵』飛鳥新社 2005年
- 『死に方、六輔の。』矢崎泰久構成 飛鳥新社 2005年
- 『話す冥利、聞く冥利』光文社知恵の森文庫 2005年
- 『ボケない知恵 永六輔の無名人語録より』飛鳥新社 2005年
- 『赤坂檜町テキサスハウス』大竹省二写真 朝日新聞社 2006年
- 『世間にひと言心にふた言』光文社知恵の森文庫 2006年
- 『あなたの「いのち」をいただきます 先生といえば親も同然、親といえば先生も同然』ヴィレッジブックス 2007年
- 『庭説法 歌えばお経・話せば法話』（西本願寺の本）本願寺出版社 2007年
- 『上を向いて歩こう年をとると面白い 人は歌と生きている!』さくら舎 2012年
- 『永六輔のお話し供養』小学館 2012年
- 『男のおばあさん 楽しく年をとる方法』大和書房 2013年
- 『男のおばあさん 2 (元気に笑って暮らすコツ)』大和書房 2013年
- 『無名人のひとりごと』金曜日 2013年

### 共著・編著
- 『誰かが誰かに』吉村祥共著 山梨シルクセンター出版部 1968年
- 『街=父と子 おやじ永忠順との優雅な断絶』毎日新聞社 1969年、のち角川文庫
- 『女=父と子 わが家のおんな百年史』毎日新聞社 1970年、のち角川文庫
- 『旅=父と子 おやじ永忠順と訪れる見知らぬ横丁』毎日新聞社 1970年、のち角川文庫　
  - 『新編 父と子』永忠順共著 ちくま文庫 2000年
- 『七円の唄 TBSラジオ『誰かとどこかで』より』崎南海子共編 読売新聞社 1972年
- 『妻は夫にさからいつ夫は妻をいたぶりつ』永昌子共著 学習研究社 1974年
- 『七円の唄 TBSラジオ『誰かとどこかで』より 追伸』崎南海子共編 読売新聞社 1974年
- 『市街電車』中田安治共著 駸々堂ユニコンカラー双書 1977年
- 『父と娘だけで…』永千絵共著 中央公論社 1980年
- 『誰かとどこかで 七円の唄』崎南海子共編 中央公論社 1981年
- 『はがき万葉集』崎南海子共編 立風書房 1984年
- 『永家物語 - 父と子と孫の三代噺』永忠順・永千絵共著 PHP研究所 1986年
- 『第一生命広報部長からの手紙』下保進共著 講談社 1990年、のち文庫
- 『第一生命教育部長からの手紙』下保進共著 講談社 1992年、のち文庫
- 『中村八大 ぼく達はこの星で出会った』黒柳徹子共編 講談社 1992年
- 『自転車一辺倒 風と彩と人生と』加藤一共著 講談社 1995年
- 『住井すゑと永六輔の人間宣言 死があればこそ生が輝く』光文社 1995年、のち知恵の森文庫
- 『I 愛 eye よってたかって目の勉強・7年後』ピーコ共編著 講談社文庫 1996年
- 『永六輔の特集』矢崎泰久、坂梨由美子編 自由国民社（話の特集ライブラリー） 1996年
- 『一言絶句 幻の創句ふたたび』選著 光文社 1997年、「一言絶句 「俳句」から「創句」へ」知恵の森文庫
- 『あがペ・ボランティア論』助世夫健共著 光文社 1997年
- 『七円の唄 誰かとどこかで』全3冊 崎南海子、遠藤泰子共編著 朝日出版社 1997年-1999年
- 『旅に生きる、時間の職人』福原義春共著 求龍堂 1997年 福原義春サクセスフルエイジング対談
- 『平田医師と永六輔の生きかた講座』平田亮一共著 三笠書房 知的生きかた文庫 1997年
- 『人生万歳』瀬戸内寂聴共著 岩波書店 1998年、のち新潮文庫
- 『逢いたい』TBS土曜ワイドラジオTOKYO共編 大和書房 1999年
- 『言わねばならぬッ!』三波春夫共著 日本放送出版協会 1999年
- 『日本人対朝鮮人 決裂か、和解か?』辛淑玉共著 光文社 1999年
- 『生きているということは 七円の唄誰かとどこかで』崎南海子、遠藤泰子共編著 朝日出版社 2000年
- 『ことづて 七円の唄誰かとどこかで』崎南海子、遠藤泰子共編著 朝日出版社 2001年
- 『世なおし直訴状』野坂昭如、小林亜星共著 文藝春秋 2001年
- 『読めば読むほど。 子どもたちを<本好き>にする本』永千絵、永麻理共著 くもん出版 2001年
- 『ラジオを語ろう』秋山ちえ子共著 岩波ブックレット 2001年
- 『めぐりあい 七円の唄誰かとどこかで』崎南海子、遠藤泰子共編著 朝日出版社 2002年
- 『あの世心得。』編著 文春ネスコ 2003年
- 『北から、南から 永六輔の「誰かとどこかで」』崎南海子、遠藤泰子共編著 朝日出版社 2003年
- 『愛しい人へ　逢いたい 第2集』TBSラジオ土曜ワイドラジオTokyo共編 大和書房 2004年
- 『歌の力 音楽療法の挑戦!』荒井敦子共著 PHP研究所 2004年
- 『上を向いて歌おう 昭和歌謡の自分史』矢崎泰久 聞き手 飛鳥新社 2006年
- 『この日、集合。 「独話」と「鼎談」』井上ひさし、小沢昭一、矢崎泰久共著 金曜日 2006年
- 『遊びの道巡礼 平身傾聴裏街道戦後史』小沢昭一共著 ちくま文庫 2007年
- 『色の道商売往来 平身傾聴裏街道戦後史』小沢昭一共著 ちくま文庫 2007年
- 『バカまるだし』矢崎泰久共著 講談社 2007年、のち文庫
- 『ふたりの品格』矢崎泰久共著 講談社 2008年、のち文庫
- 『ふたりの秘密』矢崎泰久共著 ソニー・マガジンズ 2009年
- 『いい医者いい患者いい老後 「いのち」を見つめる二人旅』内藤いづみ共著 佼成出版社 2010年
- 『ぢぢ放談』矢崎泰久共著 創出版 2010年
- 『ははははハハハ』矢崎泰久共著 講談社文庫 2010年
- 『七円の唄 永六輔の誰かとどこかで』崎南海子共編 TBSサービス 2011年
- 『日本に生まれてよかった!』ケン・ジョセフ共著 徳間書店 2011年
- 『レンズとマイク』大石芳野共著 藤原書店 2016年
- 『笑って、泣いて、考えて。 永六輔の尽きない話』受講生 さだまさし 小学館 2016年
- 『六輔 五・七・五』岩波書店 2018年。句集の集成
- 『永六輔 大遺言』さだまさし・永拓実共編、小学館文庫、2022年

### 回想・評伝（没後のみ）
- 『永六輔の伝言　僕が愛した「芸と反骨」』矢崎泰久編、集英社新書、2016年
- 『ユリイカ 特集 永六輔　上を向いて歩こう』2016年10月号、青土社
- 永千絵『父「永六輔」を看取る』宝島社、2017年
- 永拓実『大遺言　祖父・永六輔の今を生きる36の言葉』小学館、2017年
- 隈元信一『永六輔　時代を旅した言葉の職人』平凡社新書、2017年
- 井上一夫『伝える人、永六輔　『大往生』の日々』集英社、2019年 - 岩波書店での担当者

## テレビ番組
- NHK
  - 午後のおしゃべり
  - 夢であいましょう
  - スポットライト
  - ばらえてい テレビファソラシド
  - 松本清張シリーズ・けものみち
  - 夢でワイドショー 永六輔の芸能ジャーナル（※衛星放送番組）
  - テレビ放送60周年 わたしとテレビ〜伊東四朗さんと語る“テレビのチカラ”（2013年2月3日放送。番組内で秋元康と対談）
  - 視点・論点（NHK教育テレビジョン）
  - スタジオパークからこんにちは（NHK総合テレビジョン ※撮ってだし収録の時期に出演）
- 日本テレビ
  - 光子の窓
  - 2×3が六輔
  - 今夜は最高!
  - わんぱく問答（司会）
- TBSテレビ
  - 筑紫哲也 NEWS23（※不定期出演）
  - 連続ドラマ ヨイショ（※主人公の渥美清にインタビューするラジオ番組の司会者として、遠藤泰子とともにゲスト出演）
- フジテレビ
  - 小川宏ショー（※トークゲストとして出演）
  - 冗談画報
- テレビ朝日（NETテレビ時代も含む）
  - 徹子の部屋（テレビ朝日 ※最多出演ゲスト）
  - 桂小金治アフタヌーンショー（※司会の桂小金治と喧嘩して降板、テレビから遠ざかる原因となったとされる）
  - 題名のない音楽会（※黛敏郎死去後、後任が決まるまでの「代打」として司会を務めた[73]）
- 毎日放送
  - ウィークエンドショー（大正テレビ寄席打ち切りに抗議した時期に出演）
  - 芸能わらいえて 目で見る百年史（関東地区では当初半年間はNETテレビで、その後は東京12チャンネルで放送）
  - 選抜高等学校野球大会（※客席リポーター。年度によりNETテレビ・東京12チャンネル・TBSテレビで放送）
- 読売テレビ
  - 遠くへ行きたい
- 琉球放送
  - 永六輔なみさとB1
- BS朝日
  - うたの旅人（声のみ)
- その他
  - 山梨放送制作の旅番組（毎年タイトルがかわっている）
  - 東海テレビ開局50周年記念 時代の肖像 永六輔ドキュメンタリーの旅（東海テレビ）
  - 痛快!おんな組（朝日ニュースター）

## ラジオ番組
- NHK
  - 日曜娯楽版→ユーモア劇場
  - ラジオ深夜便（1992年12月11日、1996年4月1日）
- TBSラジオ
  - パンチ・ピンチ・ポンチ
  - 永六輔の誰かとどこかで　※1967年から2013年まで46年間放送された
  - 永六輔の土曜ワイドラジオTokyo　※1970年5月16日から1975年3月29日まで約5年間放送された（芸能座の公演のために、計画的に降板）
  - パックインミュージック　日曜日
  - 六輔七転八倒
  - 全国こども電話相談室　回答者
  - 土曜ワイドラジオTOKYO 永六輔その新世界　※前身（1970年〜1975年）の永六輔の土曜ワイドの返り咲き（1975年最後の番組で、「戻るならTBSと宣言」している）
  - 六輔七転八倒九十分（TBSラジオ、2015年9月28日 - 2016年6月27日、永六輔の体調不良に合わせた番組再編成、外山は「私たちは追い出された側」と明言している）
- ラジオ関東（現：ラジオ日本）
  - 昨日のつづき
- 朝日放送
  - 米朝よもやま噺（ニッポン放送にネットしていたため、間接的に出演）
  - おはようパーソナリティ道上洋三です（ABCラジオ ※番組が、東京で生放送される際の出演が主）
- CBCラジオ
  - つボイノリオの聞けば聞くほど（※東海地区に、旅に出かけた際に出演）
- 北陸放送
  - 日本列島ここが真ん中
- 琉球放送
  - 永六輔 京子と那覇で
  - 六輔 ここが地球の真ん中

## 広告
- 浅田飴
  - 1970年から13年おきに出演。所ジョージから「僕らから見たら永さんって『浅田飴のおじさん』というイメージしかわかない」と指摘されたというエピソードがある[74]。本人は「13年おきのCM出演は続けます。」と述べている。永六輔が浅田飴のCMに出演したのは1970年・1983年・1996年である。キャッチフレーズは「咳・こえ・喉に浅田飴」であり、1996年版ではでたらめの外国語調でキャッチフレーズを述べている。96年から13年経った2009年は出演せず。
- ペプシコーラ
  - 1974年ごろに小沢昭一と共演。
- 桃屋
  - 『永六輔の誰かとどこかで』内のラジオCMに時折出演（CM部分はほとんど遠藤泰子に任せている）。雑誌・新聞広告を手がけている。

## 雑誌・新聞連載
- 週刊金曜日（月1連載・無名人語録）
- 毎日新聞東京版（週1回・土曜ワイドラジオTOKYO 永六輔その新世界（同名のラジオ番組と連動した連載））
- 創 (雑誌)（ぢぢ放談）
- サライ（江戸小物に関する連載企画を持っていた）
- 話の特集（月刊誌・1967年の創刊から1995年の休刊まで連載（無名人語録を連載））

## 演じた俳優
- 吉田智則（『上を向いて歩こう 坂本九物語』- テレビ東京、2005年）
- 新井浩文（『トットてれび』- NHK、2016年）
- 育之介（『トットちゃん!』- テレビ朝日、2017年） - 現：岡﨑育之介。孫によって若き日の永六輔が演じられた。
- 藤堂日向（連続テレビ小説『あんぱん』（NHK、2025年）- （役名：六原永輔）